# Sophie de Boer
Sophie de Boer (* 12. Dezember 1990 in Drachten) ist eine ehemalige niederländische Radrennfahrerin, die auf Cyclocross spezialisiert war.

## Sportlicher Werdegang
De Boer war von 2008 bis 2021 international im Cyclocross aktiv. Ihre erfolgreichste Zeit hatte sie von 2014 bis 2017, als sie mehrere Rennen im Weltcup, Superprestige und der Bpost Bank Trofee gewann. Im Herbst 2016 siegte sie im Auftaktrennen des Weltcups von Las Vegas und verteidigte die Führung in der Weltcup-Gesamtwertung bis zum Saisonende. Bei Welt- und Europameisterschaften kam sie zehnmal unter die besten Zehn, eine Medaille blieb ihr jedoch versagt. Bei den niederländischen Meisterschaften holte sie mehrfach zweite und dritte Plätze.
Ab der Saison 2017/2018 hatte de Boer wiederholt mit Gesundheitsproblemen zu kämpfen und konnte nicht mehr an ihre Erfolge anknüpfen. Nachdem sie die im Sommer betriebenen Straßenrennen schon 2019 aufgegeben hatte, beendete sie im Oktober 2021 wegen Rückenproblemen auch ihre Karriere im Cyclocross.
Nach einer Schwangerschaft nahm de Boer den Radsport wieder im Gravelrennen auf. Die für 2024 geplante Rückkehr ins Profigeschäft mit einem neuen Sponsor zerschlug sich jedoch aus nicht näher genannten Gründen.

## Erfolge
2014/2015
Bpost Bank Trofee – Ronse, Oudenaarde, Essen
2015/2016
Weltcup – Hoogerheide
2016/2017
Weltcup – Gesamtwertung / Las Vegas
Superprestige – Ruddervoorde, Hoogstraten